# Vladimir Kosinsky
Vladimir Kosinsky (né le 26 février 1945 à Kotlas et mort le 14 juillet 2011 à Saint-Pétersbourg) est un nageur soviétique. Lors des Jeux olympiques d'été de 1968 disputés à Mexico il remporte trois médailles (deux d'argent et une de bronze) dans les épreuves de brasse ainsi qu'avec le relais 4 × 100 m 4 nages.

## Palmarès
- médaille d'argent au 100 m brasse aux Jeux olympiques de Mexico en 1968
- médaille d'argent au 200 m brasse aux Jeux olympiques de Mexico en 1968
- médaille de bronze au 4 × 100 m 4 nages aux Jeux olympiques de Mexico en 1968